# داريو روخاس
داريو روخاس (بالإسبانية: Darío Rojas)‏ (مواليد 20 يناير 1961) هو لاعب كرة قدم. يلعب مع منتخب بوليفيا لكرة القدم. سبق له أن لعب في كأس العالم لكرة القدم مع منتخب بلاده.

## روابط خارجية
- داريو روخاس على موقع قاعدة بيانات كرة القدم.إي يو (الإنجليزية)
- داريو روخاس على موقع ناشيونال فوتبول تيمز (الإنجليزية)
- داريو روخاس على موقع عالم كرة القدم.نت (الإنجليزية)